# Heringia intensica
Heringia intensica är en tvåvingeart som beskrevs av Charles Howard Curran 1921. Heringia intensica ingår i släktet gallblomflugor, och familjen blomflugor.
Artens utbredningsområde är Ontario. Inga underarter finns listade i Catalogue of Life.